# Сибилла Елизавета Вюртембергская
Сибилла Елизавета Вюртембергская (нем. Sibylle Elisabeth von Württemberg; 10 апреля 1584, Монбельяр — 20 января 1606, Дрезден) — вюртембергская принцесса, в замужестве герцогиня саксонская.

## Биография
Сибилла Елизавета — старшая дочь герцога Фридриха I Вюртембергского и его супруги Сибиллы Ангальтской, дочери князя Иоахима Эрнста Ангальтского.
Отец Сибиллы стремился наладить отношения с Саксонией, чтобы найти союзников среди протестантских правителей Германии в борьбе против зависимости от Габсбургов. Изначально предполагалось выдать Сибиллу Елизавету замуж за старшего брата Иоганна Георга Кристиана, но тот в 1602 году сочетался браком с датской принцессой Гедвигой. Идея брачного союза между её братом Иоганном Фридрихом Вюртембергским и сестрой Иоганна Георга Софией Саксонской не получила поддержки при саксонском дворе. 16 сентября 1604 года Сибилла Елизавета в Дрездене вышла замуж за будущего курфюрста Иоганна Георга I. В 21 год внезапно заболела лихорадкой и умерла. Похоронена во Фрайбергском соборе.